# Gora Bezvershinnaja
Gora Bezvershinnaja är ett berg i Antarktis. Det ligger i Östantarktis. Australien gör anspråk på området. Toppen på Gora Bezvershinnaja är 1 328 meter över havet.
Terrängen runt Gora Bezvershinnaja är platt åt nordost, men åt sydväst är den kuperad.  Trakten är obefolkad. Det finns inga samhällen i närheten.